# Estero Lampa
El estero Lampa o río Lampa (del quechua: pala), es un sinuoso curso natural de agua de Chile, de régimen pluvial, por lo que posee importantes fluctuaciones en su caudal debido a factores climáticos, pudiendo incluso estar seco algunos meses del año. Nace en el norte de la comuna de Lampa, de los esteros Polpaico, Tiltil y Chacabuco, Cercano a la localidad de Chicauma.

## Recorrido
Atraviesa la ciudad de Lampa (principal centro urbano de la comuna homónima) en dirección sureste. Ya en la comuna de Pudahuel se le unen como triburarios el río Colina y el estero Las Cruces. En dirección suroeste, pasa cerca del Aeropuerto Internacional Arturo Merino Benítez, para finalmente tributar sus aguas en río Mapocho, en el sector próximo a la laguna Carén.
Los nombres estero Montenegro, Tiltil, Polpaico y Lampa se refieren al mismo curso de agua en diferentes etapas. Hans Niemeyer escribe sobre este importante curso de agua que drena la parte norte de la cuenca del río Maipo:
Al occidente de la ciudad de Santiago, en la localidad de Pudahuel, se junta al Mapocho por su ribera derecha. el estero Lampa que proviene del norte, junto al pie oriental de la cordillera costera. Nace de unas aguadas poco al norte de la estación ferroviaria de Montenegro y concurre a su formación el estero Lo Ovalle que viene del este. Su curso superior viene encajonado con el nombre de estero Tiltil y más abajo, con el de estero Polpaico donde se le reune por la ribera izquierda el estero Chacabuco. Este último nace en la falda sur del Co. Huechún y recibe desde el oriente como principal tributario con cabeceras en la precordillera andina al estero Quilapilún. La junta de ambos se produce en el embalse Huechún. Otro tributario menor del Chacabuco es el estero Peldehue.: 339 

## Caudal y régimen
La red de cursos de agua de la zona, la componen los esteros Chacabuco, Santa Margarita (De La Cuesta en el mapa de Risopatrón), Quilapilún, Peldehue y Tiltil, pero sus recursos propios son prácticamente nulos, mostrando escorrentía sólo después de lluvias intensas que superen su capacidad de infiltración. El estero Quilapilún tiene un flujo proveniente del deshielo de la nieve acumulada en la zona alta de su hoya aportante y afloramientos de agua subterránea captados en una galería artificial.: 12 

## Historia
Francisco Solano Asta-Buruaga y Cienfuegos escribió en 1899 en su obra póstuma Diccionario Geográfico de la República de Chile sobre el lugar y su río:
Lampa.-—Villa del departamento de Santiago, situada por los 33° Lat. y 70° 50' Lon. y á unos 40 kilómetros hacia el NO. de su capital ó ciudad de Santiago. Está asentada á dos kilómetros al O. de la estación de su nombre del ferrocarril de dicha ciudad á la de Valparaíso en la ribera oriental ó izquierda del riachuelo de su título, que es una ligera corriente de agua, que se forma al N. de la de la vertiente austral de los cerros de la cuesta de Chacabuco y de las de Titil y Caleo, y que enseguida se dirige hacia el S. á vaciar, después de recibir el arroyo ó caudal de agua de Colina, en la derecha del Mapocho junto á Pudauil. Su asiento se divide en calles anchas y rectas con un plaza adornada de árboles, y contiene 1,230 habitantes, una iglesia, dos escuelas gratuitas, oficinas de registro civil y de correo, &c.; y en su contorno terrenos fértiles cultivados. Era á la entrada de los españoles asiento de un pequeño pueblo de indios de la antigua raza de los incas del Perú y cuyo nombre de Lampa proviene de la voz llampa del quichua, que equivale á una especie de azadón. En las quiebras de las cerros contiguos por el poniente se descubrieron algunos años más tarde unas minas de oro que le atrajeron población española, y posteriormente ha adquirido algunas mejoras, lo que ha hecho conferirle en 6 de junio de 1888 el título de villa.
Luis Risopatrón lo describe en su Diccionario jeográfico de Chile (1924):: 838 
Lampa (Rio de) 33° 15' 70° 55'. Es formado por los esteros de Tiltil i de Chacabuco, corre hácia el SE con corto caudal, se junta con el rio de Colina i vácia sus aguas en la márjen N del rio Mapocho, en Pudahuel. 3, II, p. 557 (Alcedo, 1787); 62, II, p. 134; i 127; riachuelo en 155, p. 356; i estero en 156.